# USS Bowers (DE-637)
USS Bowers (DE-637/APD-40) là một tàu hộ tống khu trục lớp Buckley được Hải quân Hoa Kỳ chế tạo trong Chiến tranh Thế giới thứ hai. Tên nó được đặt theo Thiếu úy Hải quân Robert Keith Bowers (1915-1941), người từng phục vụ trên thiết giáp hạm California (BB-44) và đã tử trận trong cuộc Tấn công Trân Châu Cảng vào ngày 7 tháng 12, 1941. Nó đã phục vụ trong chiến tranh cho đến năm 1945, khi được cải biến thành một tàu vận chuyển cao tốc mang ký hiệu lườn APD-40, nhưng công việc chỉ hoàn tất sau khi chiến tranh đã kết thúc. Con tàu xuất biên chế năm 1947, nhưng được cho hoạt động trở lại từ năm 1951 đến năm 1958. Nó được chuyển cho Philippines năm 1961 và tiếp tục phục vụ cùng Hải quân Philippines như là chiếc Rajah Soliman (D-66) cho đến khi bị hư hại do một cơn bão vào năm 1964; con tàu bị tháo dỡ sau đó. Bowers được tặng thưởng bốn Ngôi sao Chiến trận do thành tích phục vụ trong Thế Chiến II.

## Thiết kế và chế tạo
Những chiếc thuộc lớp tàu hộ tống khu trục Buckley có chiều dài chung 306 ft (93 m), mạn tàu rộng 37 ft 1 in (11,30 m) và độ sâu mớn nước khi đầy tải là 11 ft 3 in (3,43 m). Chúng có trọng lượng choán nước tiêu chuẩn 1.400 tấn Anh (1.400 t); và lên đến 1.740 tấn Anh (1.770 t) khi đầy tải. Hệ thống động lực bao gồm hai turbine hơi nước General Electric công suất 13.500 mã lực (10.100 kW), dẫn động hai máy phát điện công suất 9.200 kilôwatt (12.300 hp) để vận hành hai trục chân vịt;  công suất 12.000 hp (8.900 kW) cho phép đạt được tốc độ tối đa 23 kn (26 mph; 43 km/h), và có dự trữ hành trình 6.000 nmi (6.900 mi; 11.000 km) khi di chuyển ở vận tốc đường trường 12 kn (14 mph; 22 km/h).
Vũ khí trang bị bao gồm ba pháo 3 in (76 mm)/50 cal trên tháp pháo nòng đơn có thể đối hạm hoặc phòng không, một khẩu đội 1,1 inch/75 caliber bốn nòng và tám pháo phòng không Oerlikon 20 mm. Vũ khí chống ngầm bao gồm một dàn súng cối chống tàu ngầm Hedgehog Mk. 10 (có 24 nòng và mang theo 144 quả đạn); hai đường ray Mk. 9 và tám máy phóng K3 Mk. 6 để thả mìn sâu. Khác biệt đáng kể so với lớp Evarts dẫn trước là chúng có thêm ba ống phóng ngư lôi Mark 15 21 inch (533 mm). Thủy thủ đoàn đầy đủ bao gồm 186 sĩ quan và thủy thủ.
Bowers được đặt lườn tại xưởng tàu của hãng Bethlehem Steel Corporation tại San Francisco, California vào ngày 28 tháng 5, 1943. Nó được hạ thủy vào ngày 31 tháng 10, 1943; được đỡ đầu bởi bà Eunice Bowers, mẹ Thiếu úy Bowers, và nhập biên chế vào ngày 27 tháng 1, 1944 dưới quyền chỉ huy của Hạm trưởng, Thiếu tá Hải quân Frederic William Hawes.

## Lịch sử hoạt động

### Thế Chiến II
Từ ngày 15 tháng 2 đến ngày 15 tháng 3, 1944, Bowers thực hiện chuyến đi chạy thử máy huấn luyện tại khu vực San Diego, rồi quay trở về San Francisco để được sửa chữa sau thử máy. Nó rời khu vực vịnh San Francisco vào ngày 31 tháng 3 để đi sang quần đảo Hawaii, đi đến Trân Châu Cảng vào ngày 6 tháng 4. Sau một giai đoạn thực hành huấn luyện tác xạ, nó gia nhập một đoàn tàu vận tải để hướng sang Manus thuộc quần đảo Admiralty ngang qua Kwajalein thuộc quần đảo Marshall. Đi đến Seeadler Harbor vào ngày 26 tháng 4, con tàu lại lên đường vào ngày 30 tháng 4 để tìm kiếm đội bay và hành khách của hai máy bay bị rơi trên biển; nó quay trở về cảng sau khi cứu vớt được 17 người sống sót.
Lên đường vào ngày 5 tháng 5, Bowers hộ tống cho tàu ngầm Seahorse (SS-304) đi đến khu vực tuần tra ngoài khơi Finschhafen, New Guinea. Sau đó ngoài khơi mũi Cretin vào ngày 17 tháng 5, nó tham gia thành phần hộ tống một đoàn 9 tàu buôn để bảo vệ chúng đi đến vịnh Langemak an toàn vào ngày 24 tháng 5. Một tuần sau đó, nó bắt đầu một loạt các chuyến hộ tống vận tải đi lại giữa New Guinea, đảo Wakde và quần đảo Solomon. Hoạt động này kéo dài trong bốn tháng, trong một giai đoạn mà lực lượng Đồng Minh củng cố các căn cứ của họ tại khu vực phía Bắc quần đảo Solomon.
Đang khi có mặt tại cửa sông Jaba tại đảo Bougainville vào ngày 5 tháng 8, Bowers đã bắn phá một vị trí cố thủ của quân Nhật kháng cự lại lực lượng Đồng Minh đang kiểm soát đảo này. Đến ngày 19 tháng 8, nó phá hủy một quả thủy lôi trôi nổi trên biển, rồi truy lùng tại khu vực chung quanh Bougainville và quần đảo Treasury sau khi có báo cáo về sự xuất hiện của tàu ngầm đối phương. Sau đó nó đi đến Biak, New Guinea để gia nhập một đoàn tàu bao gồm các tàu chở dầu, và hộ tống chúng hướng đến Philippines để hỗ trợ cho cuộc đổ bộ lên Leyte. Đoàn tàu rời vịnh Humboldt vào ngày 12 tháng 10, và đi đến khu vực eo biển Surigao vào ngày 23 tháng 10.
Trong suốt giai đoạn diễn ra chiến dịch Leyte, các tàu tiếp dầu do Bowers hộ tống đã đi lại giữa Kossol Passage và vịnh Leyte để tiếp nhiên liệu cho tàu bè của Đệ Thất hạm đội. Chỉ một tàu chở dầu bị tổn thất trong thời gian này, khi Ashtabula (AO-51) bị một máy bay ném bom ngư lôi Nhật Bản đánh trúng ngoài khơi đảo Samar vào ngày 24 tháng 10.
Vào ngày 28 tháng 10, Bowers chứng kiến một máy bay khi hạ cánh đã trượt khỏi sàn đáp của tàu sân bay hộ tống Kadashan Bay (CVE-76) nên nó đã lập tức đi đến để cứu vớt viên phi công. Đội tiếp nhiên liệu quay trở về Kossol Roads vào ngày 31 tháng 10, và trong giai đoạn cho đến hết năm 1944 con tàu tiếp tục hộ tống các tàu chở dầu và tàu tiếp liệu đi lại giữa Kossol Roads, vịnh Leyte, vịnh Humboldt, Seeadler Harbor và Ulithi.
Khởi hành từ Ulithi để hướng đến Seeadler Harbor vào ngày 23 tháng 1, 1945, Bowers phục vụ trong thành phần tuần tra chống tàu ngầm tại các tuyến đường tiếp cận đến khu vực quần đảo Caroline và Marshall. Vào ngày 28 tháng 3, trong thành phần Lực lượng Đặc nhiệm 54, lực lượng bắn phá và bảo vệ tham gia cuộc đổ bộ lên Okinawa, nó lên đường hộ tống cho một đoàn tàu chuyển quân từ Ulithi hướng đến Okinawa, đi đến khu vực vận chuyển ngoài khơi vịnh Hagushi vào sáng ngày D 1 tháng 4. Ngay đêm hôm đó nó phải chống trả nhiều lượt không kích của máy bay đối phương.
Vào ngày 3 tháng 4, Bowers được phái đến một trạm canh phòng radar khoảng 10 mi (16 km) về phía Bắc Kerama Retto, có nhiệm vụ cảnh báo sớm cho tàu bè chung quanh khu vực Okinawa về nguy cơ các cuộc không kích của đối phương sắp xảy ra. Trong ngày hôm đó, một máy bay ném bom ngư lôi đã tấn công Bowers và Gendreau (DE-639), nhưng bị chiếc tàu hộ tống khu trục chị em bắn rơi trước khi có thể gây hại cho họ. Sang ngày hôm sau, pháo thủ của Bowers tiếp tục bắn rơi thêm một máy bay ném bom ngư lôi khác. Trong vòng chín ngày tiếp theo con tàu phải nhiều lần bước vào báo động chiến đấu phòng không, cho dù không có máy bay đối phương nào tiếp cận đến tầm bắn của nó.

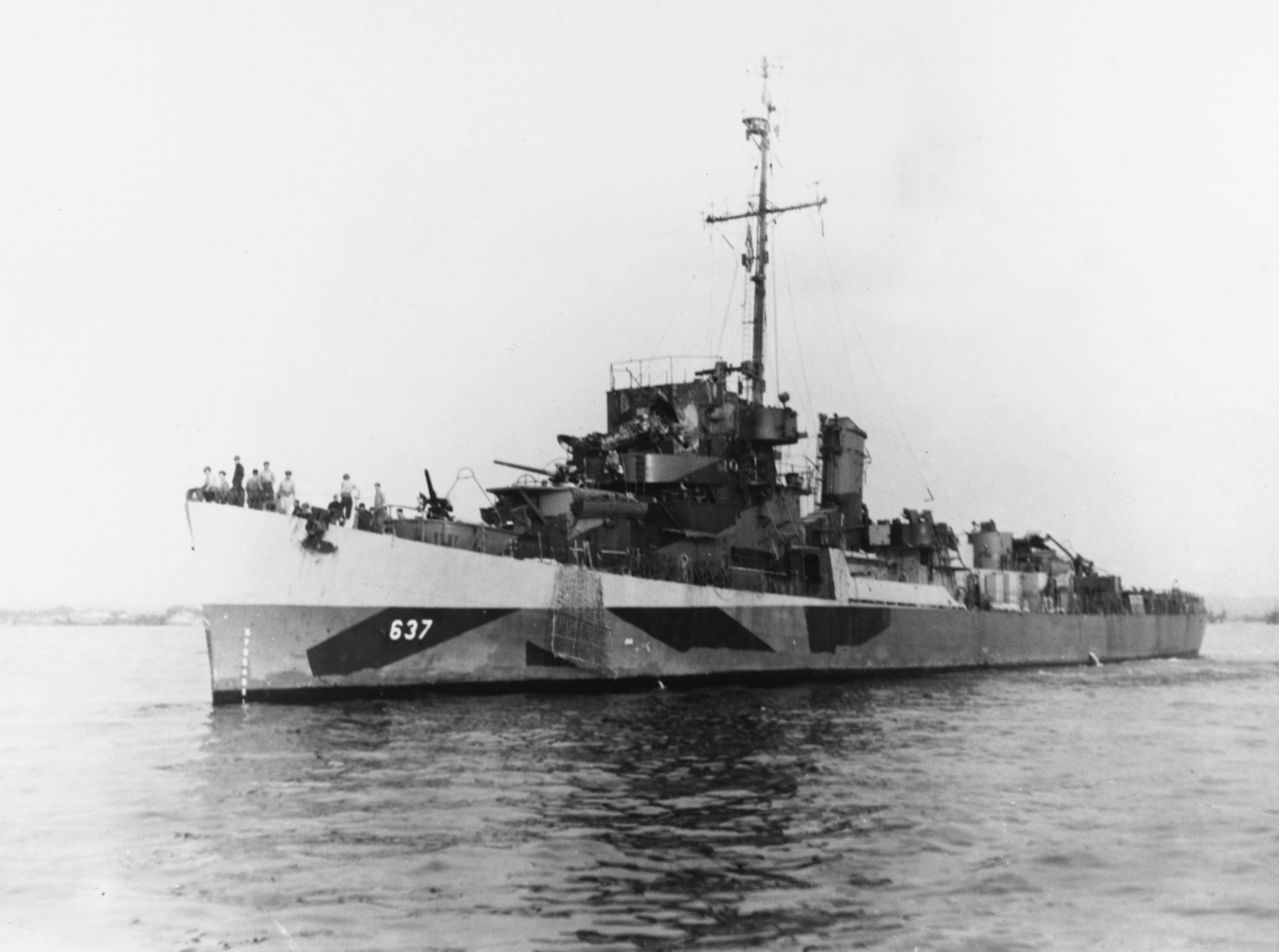
USS Bowers (DE-637) sau khi bị một máy bay Nakajima Ki-43 Nhật Bản đâm trúng cầu tàu.

Sau đó Bowers được điều sang nhiệm vụ tuần tra chống tàu ngầm tại vị trí cách 10 mi (16 km) về phía Bắc Ie Shima. Vào sáng sớm ngày 16 tháng 4, nó đã bắn rơi một máy bay đối phương tấn công. Đến 09 giờ 30 phút, thêm hai máy bay bay Kamikaze nữa xuất hiện, tiếp cận nhanh ở độ cao thấp. Chiếc tàu khu trục cơ động để né tránh trong khi đối phương tách ra để phối hợp tấn công. Chiếc máy bay thứ nhất tấn công trực diện trước mũi tàu nhưng bị hỏa lực phòng không bắn rơi. Chiếc thứ hai băng ngang con tàu sau khi bị hỏa lực phòng không phía đuôi tàu nhắm bắn, nhưng nó vòng lại, lấy độ cao và đâm xuống một góc 45 độ nhắm vào phần mũi tàu. Nó đâm trúng cầu tàu, qua bom nó mang theo xuyên qua sàn tàu và nổ tung. Những nỗ lực kiểm soát hư hỏng đã dập tắt các đám cháy sau 45 phút, nhưng 45 thành viên thủy thủ đoàn đã tử trận và 11 người khác mất tích, nhiều người trong số người bị thương qua đời sau đó.
Bowers cố lếch được đến khu vực neo đậu Hagushi bằng chính động lực của nó. Được sự hỗ trợ khôi phục của tàu sửa chữa Nestor (ARB-6), nó có thể đi biển được từ ngày 21 tháng 4, và đã cùng một đoàn tàu lên đường đi Ulithi ba ngày sau đó. Con tàu tiếp tục hành trình quay về vùng bờ biển California ngang qua Trân Châu Cảng, về đến San Diego vào ngày 24 tháng 5. Nó được lệnh tiếp tục đi sang vùng bờ Đông, đi đến Xưởng hải quân Philadelphia vào ngày 15 tháng 6, để được sửa chữa đồng thời cải biến thành một tàu vận chuyển cao tốc lớp Charles Lawrence. Nó được xếp lại lớp với ký hiệu lườn mới APD-40 vào ngày 25 tháng 6, 1945, tuy nhiên công việc trong xưởng tàu chỉ kết thúc sau khi Nhật Bản đã chấp nhận đầu hàng vào ngày 15 tháng 8 giúp kết thúc cuộc xung đột.

### Sau chiến tranh
Sau khi hoàn tất việc cải biến, Bowers lên đường vào ngày 19 tháng 9 để hoạt động huấn luyện tại khu vực vịnh Guantánamo, Cuba. Nó qua quay trở về Philadelphia vào ngày 25 tháng 10 để tham gia những lễ hội nhân ngày Hải quân trước khi đi đến Green Cove Springs, Florida, nơi nó bị bỏ không trong hơn một năm, rồi được cho xuất biên chế vào ngày 10 tháng 2, 1947.
Sau khi quân đội Bắc Triều Tiên bất ngờ vượt vĩ tuyến 38 tấn công xuống lãnh thổ Nam Triều Tiên vào tháng 6, 1950 khiến Chiến tranh Triều Tiên bùng nổ, Bowers được cho nhập biên chế trở lại tại Green Cove Springs vào ngày 6 tháng 2, 1951. Nó gia nhập Lực lượng Đổ bộ Hạm đội Đại Tây Dương và tiến hành huấn luyện tại khu vực [[vịnh Guantánamo, Cuba trong năm tuần lễ. Sau đó nó phục vụ cho một loạt các đợt huấn luyện cùng binh lính Thủy quân Lục chiến, các đội phá hoại dưới nước (UDT: underwater demolition team) cũng như phục vụ thực tập cho học viên sĩ quan. Con tàu đã hoạt động dọc theo vùng bờ Đông Hoa Kỳ cho đến tháng 3, 1955, bao gồm một lượt hoạt động tại khu vực Tây Ấn kéo dài sáu tuần cùng một chuyến đi sang Địa Trung Hải trong năm tháng.
Từ tháng 11, 1954, Bowers được đại tu trong ba tháng tại Xưởng hải quân Charleston, rồi trình diện để phục vụ cùng Tư lệnh Quân khu 6 Hải quân tại Charleston. Nó đảm nhiệm vai trò tàu huấn luyện cho Hải quân Dự bị Hoa Kỳ từ tháng 3, 1955 đến tháng 12, 1958, thực hiện những chuyến đi huấn luyện đến vùng biển Tây Ấn và dọc theo bờ Đông Hoa Kỳ. Nó lại được cho xuất biên chế một lần nữa vào ngày 18 tháng 12, 1958, và được kéo đến neo đậu cùng Hạm đội Dự bị Đại Tây Dương tại Orange, Texas.

### RPSRajah Soliman(D-66)

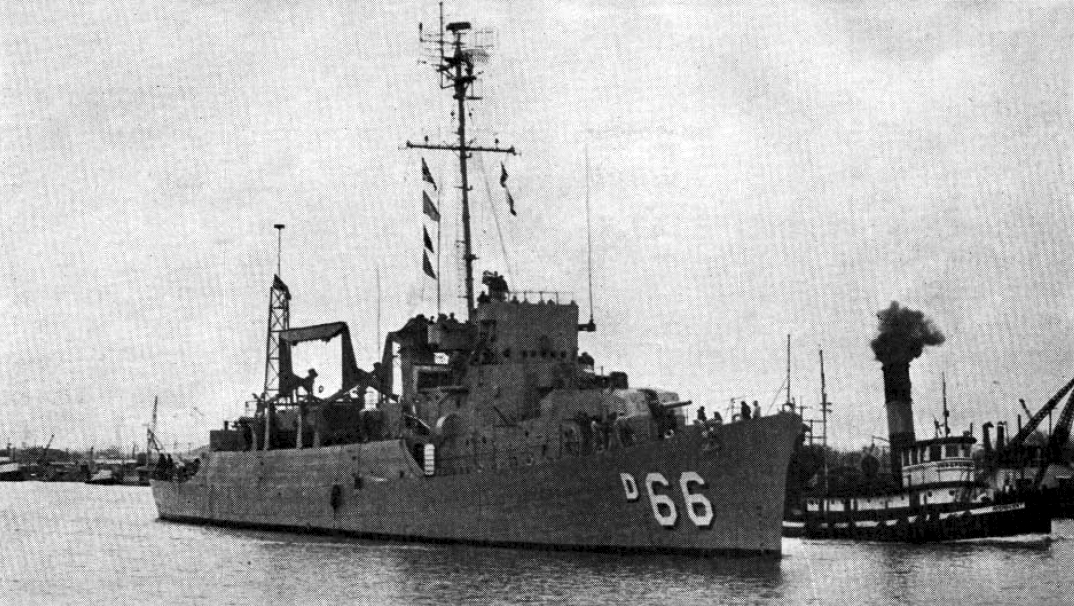
Soái hạm RPS Rajah Soliman (D-66) của Hải quân Philippine.

Bowers được chuyển giao cho chính phủ Cộng hòa Philippines vào ngày 31 tháng 10 theo hình thức cho mượn trong khuôn khổ Chương trình viện trợ quân sự. Đến ngày 21 tháng 4, 1961, con tàu được chuyển quyền sở hữu cho Philippines, và tên nó được rút khỏi danh sách Đăng bạ Hải quân Hoa Kỳ vào ngày 1 tháng 5, 1961. Nó nhập biên chế cùng Hải quân Philippine như là chiếc RPS Rajah Soliman (D-66), và phục vụ như soái hạm của hải quân nước này trong suốt quãng đời phục vụ còn lại.
Vào tháng 6, 1964, Rajah Soliman đi vào ụ tàu tại Xưởng tàu Quốc gia Bataan tại Mariveles, Bataan để sửa chữa động cơ. Vào ngày 29 tháng 6, cơn bão Winnie càn quét qua bán đảo Bataan trong khi con tàu đang neo đậu tại bến, làm lật úp con tàu khiến nó đắm tại bến tàu; xác tàu bị bồi lấp bởi cát, bùn và mảnh vụn. Sau khi bão tan, những nỗ lực của Hải quân Philippine nhằm trục vớt con tàu bị thất bại do thiếu các phương tiện cần thiết. Hải quân Hoa Kỳ đã đồng ý trợ giúp vào việc trục vớt như một đợt huấn luyện thực tập từ tháng 12, 1964 đến tháng 1, 1965, phái hai tàu trục vớt Grasp (ARS-24) và Bolster (ARS-38) đến để lật chiếc tàu khu trục trở lại thẳng đứng,  rồi kéo đến cơ sở sửa chữa tàu tại Căn cứ Hải quân vịnh Subic gần đó.
Việc khảo sát Rajah Soliman sau khi được trục vớt cho thấy nó bị hư hại nặng quá mức có thể sửa chữa một cách kinh tế. Vì vậy nó được bán cho hãng Mitsubishi International Corp. vào ngày 31 tháng 1, 1966 để tháo dỡ.

## Phần thưởng
Bowers được tặng thưởng bốn Ngôi sao Chiến trận do thành tích phục vụ trong Thế Chiến II.
|  |             | Bronze star · Bronze star · Bronze star · Bronze star |
|  | Bronze star |                                                       |

| Dãi băng Hoạt động Tác chiến (truy tặng) | Huân chương Chiến dịch Hoa Kỳ                                   | Huân chương Chiến dịch Châu Á-Thái Bình Dương với 4 Ngôi sao Chiến trận |
| Huân chương Chiến thắng Thế Chiến II     | Huân chương Phục vụ Phòng vệ Quốc gia với 1 Ngôi sao Chiến trận | Huân chương Giải phóng Philippine (Philippine)                          |